# Dissidio di cuori
Dissidio di cuori è un film prodotto nel gennaio 1915 dalla Volsca Films di Velletri. Regia di Carlo Simoneschi, con Lola Visconti Brignone e Valeria Franco. Pellicola di 1200 m (4 rulli).